# Fredrik Spendrup
Jens Fredrik Christian Spendrup, född 22 augusti 1968 i Täby, är före detta vd och koncernchef på familjeföretaget Spendrups.. Han var fram till 2011 IT-chef och personaldirektör på Spendrups Bryggeri AB och blev därefter företagets verkställande direktör (vd) 2011.
Fredrik Spendrup är son till Jens och Mona Spendrup och brorson till Ulf Spendrup. Han är sonsonsson till bryggmästaren Lois Herbert Spendrup, som grundade familjeföretaget genom köp av Grängesbergs bryggeri 1923.